# Golfinho-chileno
O golfinho-chileno (Cephalorhynchus eutropia), ou golfinho-negro-do-chile, é um cetáceo da família dos delfinídeos encontrado nas águas costeiras chilenas de Valparaíso a ilha Navarino e Terra do Fogo.